# Sociedad Colombiana de Orquideología
La Sociedad Colombiana de Orquideología es una entidad sin ánimo de lucro, fundada el 2 de abril de 1964 por 25 aficionados a las orquídeas, hoy cuenta con 234 socios. Entre sus actividades, una de las más importantes, ha sido la de editar la revista Orquideología. En total hasta hoy han sido publicados 76 números en XXIX volúmenes. El primer número salió en julio de 1966 y constaba de 32 páginas. El último se imprimió en junio de 2010 y tiene 116 páginas. También ha sido relevante y muy importante en su historial la organización de exposiciones a partir de 1964. Ese año y los dos siguientes el evento fue local. A partir de 1967 se realizó la 1ª Exposición Internacional de Orquídeas de Colombia y de las 31 exposiciones efectuadas en el país hasta la fecha, 13 le han correspondido a la Sociedad. Es de destacar en este tema la organización en 1972 de la 7ª Conferencia y Exposición Mundial de Orquideología que contó con la participación de 62 expositores, 21 de Colombia y 41 del exterior en representación de 16 países.
La Sociedad Colombiana de Orquideología tiene su sede en el Jardín Botánico “Joaquín Antonio Uribe”, Medellín.